# Catalpa
Catalpa (conocida popularmente por ese mismo nombre o por «catawba») es un género de árboles caducos de la familia de las bignoniáceas, nativo de regiones templadas de Norteamérica, las Antillas y el Asia Oriental.

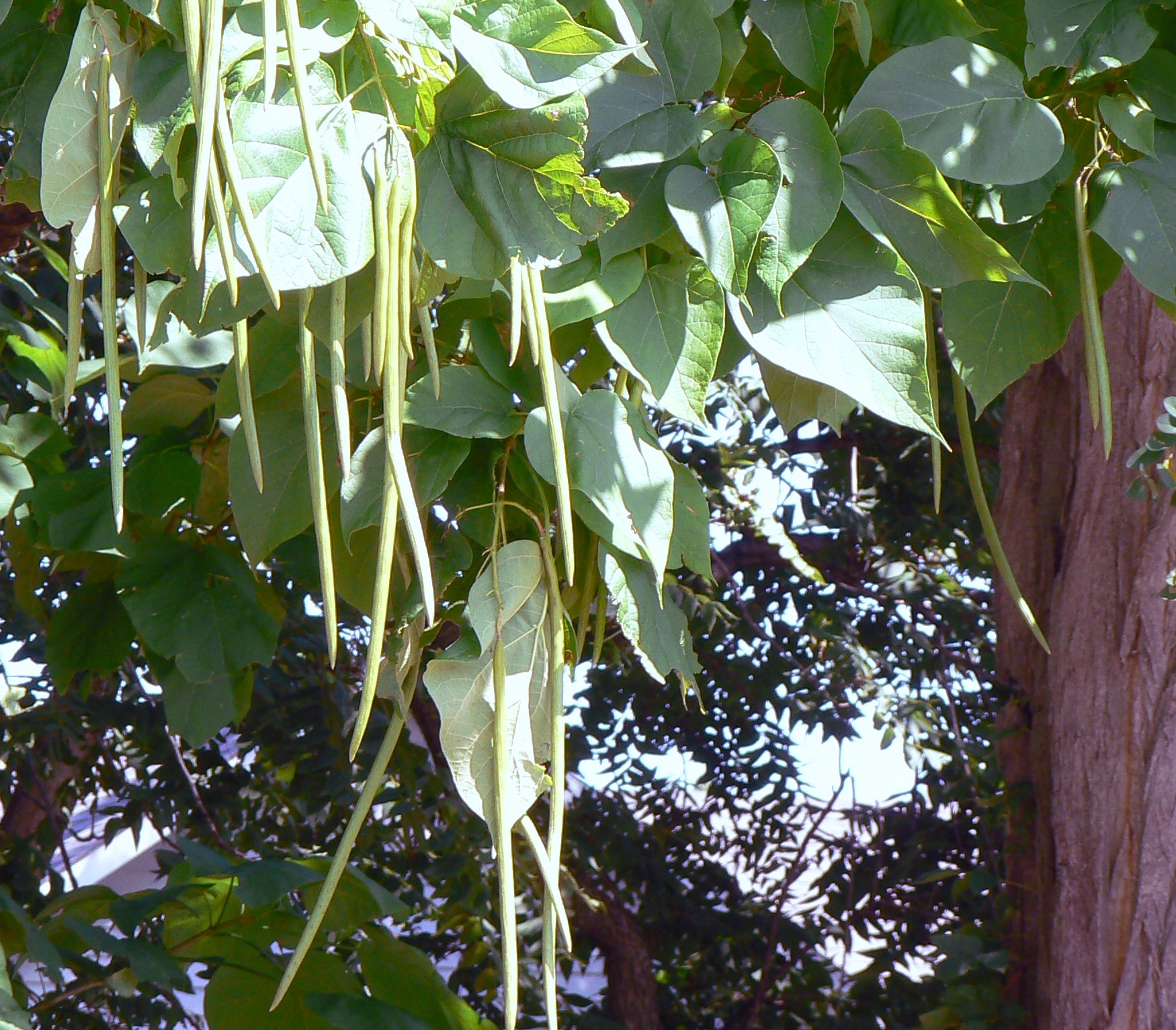
Hojas y frutos de la catalpa del norte (Catalpa speciosa).

## Descripción
Las catalpas crecen de 10 a 25 m de altura y se las reconoce por sus muy grandes hojas acorazonadas trilobuladas, con flores blancas o amarillas en amplias  panículas y en otoño por sus frutos de 20 a 50 cm de longitud que recuerda a una legumbre, conteniendo numerosas y pequeñas achatadas semillas, cada semilla con dos alas delgadas que ayudan a su dispersión eólica.

## Ecología
Es muy apta para sombra densa, las catalpas son un popular hábitat para numerosos pájaros, con buena protección contra lluvia y viento.
El árbol es el alimento vegetal para la oruga de la  esfinge de la catalpa (Ceratomia catalpae).
La catalpa más vieja que se conoce en los Estados Unidos está en el parque del Capitolio del Estado de Míchigan y se plantó en 1873.

## Taxonomía
El género fue descrito por Giovanni Antonio Scopoli y publicado en Introductio ad Historiam Naturalem 170. 1777.
Etimología
El nombre deriva de los Catawba americanos nativos de EE. UU. que nombraban catawba a estos árboles (el uso de Catalpa es un error de transcripción del botánico Scopoli, que hizo la primera descripción formal del género).

## Especies
Las dos especies de Norteamérica, Catalpa bignonioides y Catalpa speciosa son muy cultivadas en todo el mundo como árboles ornamentales por sus vistosas flores. Ambas catalpas son muy similares, si bien la Catalpa speciosa tiene hojas, flores y frutos más grandes. La catalpa amarilla (Catalpa ovata) de China, con pálidas flores amarillas, también es muy cultivada como árbol ornamental.

| Catalpa bignonioides Walter - La catalpa por excelencia Catalpa brevipes Urb. Catalpa bungei C.A.Mey. Catalpa cassinoides Spreng. Catalpa denticulata Urb. Catalpa domingensis Urb. Catalpa duclouxii Dode Catalpa ekmaniana Urb. Catalpa fargesii Bur. Catalpa henryi Dode Catalpa heterophylla Dode Catalpa himalayensis Hort. ex Dippel Catalpa hirsuta Spreng. Catalpa kaempferi Siebold & Zucc. Catalpa longisiliqua Cham. Catalpa longissima (Jacq.) Dum.Cours. - encina de Santo Domingo, encina de La Española, roble de la Guayana Catalpa macrocarpa Ekman - roble de olor (Cuba) | Catalpa microphylla Spreng. Catalpa nana Hort. ex Dippel Catalpa oblongata Urb. & Ekman Catalpa obovata Urb. Catalpa ovata G.Don Catalpa pottsii Seem. Catalpa pubescens (Griseb.) Bisse Catalpa pumila Hort. ex Wien. Catalpa punctata Griseb. Catalpa purpurea Griseb. Catalpa silvestrii (Pamp. & Bonati) S.Y.Hu Catalpa speciosa Warder ex Engelm. - Catalpa norteña Catalpa sutchuensis Dode Catalpa thunbergii Hort. ex Wien. Catalpa tibetica Forrest Catalpa vestita Diels Catalpa wallichiana Hort. ex Wien. |

- Fuentes de la lista[4][5]